# Nartai
Nartai – wieś na Litwie, na Suwalszczyźnie, w rejonie szakowskim w okręgu mariampolskim.
Za Królestwa Polskiego przynależała administracyjnie do gminy Szyłgale w powiecie władysławowskim.